# Irma Horstman
Irma Horstman (Zelhem, 1960) is een Nederlands beeldhouwer.

## Leven en werk
Horstman woonde vanaf de jaren 80 in Kampen. Ze werd opgeleid aan de Christelijke Academie voor Beeldende Kunsten (voorloper van ArtEZ) en studeerde in 1988 af in plastische vormgeving. Ze maakt stalen en bronzen plastieken en installaties in de natuur, maar ook papieren objecten en ruimtelijke tekeningen. In 2017 ontving Horstman de Kamper Kunstprijs. Horstman is lid van de Nederlandse Kring van Beeldhouwers.

## Enkele werken
- 1999-2000 Kringloop, Putten
- 2000 Werk, Park De la Sablonièrekade, Kampen

## Fotogalerij

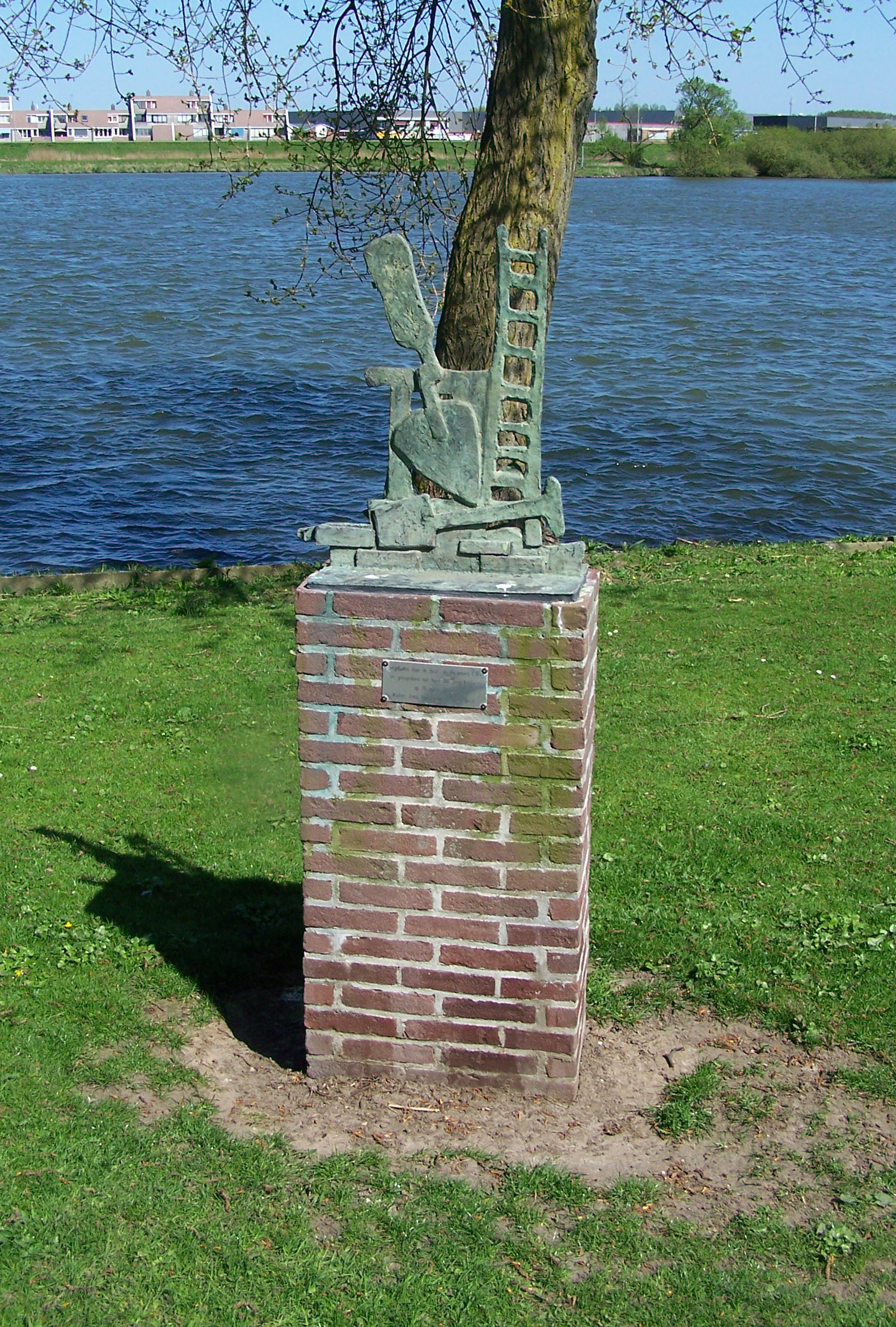
Werk